# Kożewnikowo (obwód nowosybirski)
Kożewnikowo (ros. Кожевниково) – wieś (sieło) w Rosji, w obwodzie nowosybirskim, w rejonie barabińskim. W 2010 liczyła 304 mieszkańców.